# Braník
Braník est un quartier pragois situé dans le sud-ouest de la capitale tchèque, appartenant à l'arrondissement de Prague 4, d'une superficie de 277 hectares est un quartier de Prague. En 2018, la population était de 17898 habitants.
La première mention écrite de Braník date du 1088. La ville est devenue une partie de Prague en 1922.

## Lieux
- Brasserie Braník, fondée en 1899, de style néo-Renaissance.